# Han Xuan
Han Xuan (151-209) est un fonctionnaire chinois, grand administrateur du district de Changsha.

## Biographie
Les origines de Han Xuan et son parcours de vie avant de devenir administrateur du district de Changsha sont peu connus.
En l'an 208, peu après la bataille de la Falaise rouge, Liu Bei envahit le district de Changsha et Han Xuan répond à l'attaque en envoyant son général Huang Zhong combattre Guan Yu sur les champs de bataille. Il condamne ensuite Huang Zhong à mort, le soupçonnant de trahison après qu'il a manqué sa chance de tuer Guan Yu. Toutefois, Han Xuan est tué par Wei Yan, accompagné d'une foule de personnes, avant qu'il ne puisse mener à son terme l'exécution.
Il est enterré dans un tombeau d'environ 10 m2 situé à Changsha, dans ce qui est actuellement un établissement d'enseignement. Une tablette de granit le présente comme un « loyal ministre de la dynastie Han ».

## Historiographie
Selon les Chroniques des Trois Royaumes, Han Xuan est « une personne impétueuse dans sa vie », qui n'est pas dérangée par le fait de tuer pour arriver à ses fins. Il est détesté par la population. Le récit souligne un conflit entre les autorités civiles et la force militaire sous son commandement, les premières voulant combattre et les secondes cherchant à se rendre.